# Subcoccinella
Genre
Subcoccinella est un genre d'insectes coléoptères de la famille des coccinelles.

## Liste des espèces
Selon BioLib (13 oct. 2019) :
- Subcoccinella coreae Park & Yoon, 1991
- Subcoccinella vigintiquatuorpunctata (Linnaeus, 1758)